# 热力学极限
热力学极限是指粒子数目（或体积）趋向无穷大时的极限。一般宏观体系包含的原子数目非常巨大(数量级1023)，可以认为是满足热力学极限的。

## 应用
热力学极限是一个物理中的常用假设，很多结论只有在热力学极限下才会成立，例如：杨振宁和李政道证明实际的系统只有在热力学极限下，配分函数会出现奇点，相变才会发生；熵与能量等物理量的广延性只有在热力学极限下才成立。
热力学极限也是玻尔兹曼统计的假设前提之一。